# サラマンカ駅
サラマンカ駅（スペイン語: Estación de Salamanca）はスペインのカスティーリャ・イ・レオン州サラマンカ県サラマンカにある鉄道駅。

## 概要
120号線と122号線の分岐する駅であり、駅施設・線路はアディフ（Adif）の保有であるが列車はレンフェ（Renfe）が運行する。アルビアやメディア・ディスタンシア、レギオナル・エクスプレスが当駅に停車する。かつてはプラセンシア-アストルガ線が当駅に接続していた。

## 歴史
鉄道は1877年8月26日に120号線のエル・ペドロソ・デ・ラ・アルムーニャ-サラマンカ間が開通。アルフォンソ12世によって開通式が行われた。路線の運営はメディナ・デル・カンポ-サラマンカ鉄道会社が担当していた。1886年に、フエンテス・デ・オニョロ経由ポルトガル方面へ延伸開通した。1896年にはプラセンシア-アストルガ線が開通し、サラマンカに接続した。
1876年の計画に基づき、市議会から寄付された土地にロビーや待合室、ホテル、切符売り場などを備えた駅舎が建設された。数年後、乗客や物流の増加に伴い、駅舎が拡張された。20世紀初頭にはホームに屋根が設置された。
1926年には当時の独裁者であったミゲル・プリモ・デ・リベラの力により、122号線が開通。
1928年、国はスペイン北西部で運行していたいくつかの路線を接収し、サラマンカ駅を含め国立鉄道会社に統合された。その後1941年にレンフェの管轄となった。
1959年には駅舎に技術的欠陥があったことを理由に、改修することが提案された。しかし、改修プロジェクトが開始されるまでに数年を要し、初代駅舎は1970年に取り壊されました。ガラス張りの新駅舎は、1973年11月19日に大臣立会いのもと落成式が行われた。
1985年、プラセンシア-アストルガ線は収益性の低さを理由に廃止された。
1999年に、1973年に竣工した駅舎は取り壊され、その跡地に「ヴィアリア」(Vialia)ショッピングセンターを併設した駅ビルの建設が開始された。駅ビルは2002年3月17日に完成した。
2004年12月31日以降、駅施設の管理はアディフに移管された。

## 駅構造
2002年に竣工された近代的なデザインの駅ビル「ヴィアリア」(Vialia)は、建築家アントニオ・フェルナンデス・アルバとオスカー・パラソンの建築である。
ホームは島式ホーム2面4線と単式ホーム1面1線を有する。プラットホームの間は地下道によって結ばれている。その他、駅裏側に側線が数線ある。切符売り場、トイレ、観光案内所、レストランが駅舎内に完備。屋外には駐車場、タクシー乗り場、市バスの停留所がある。

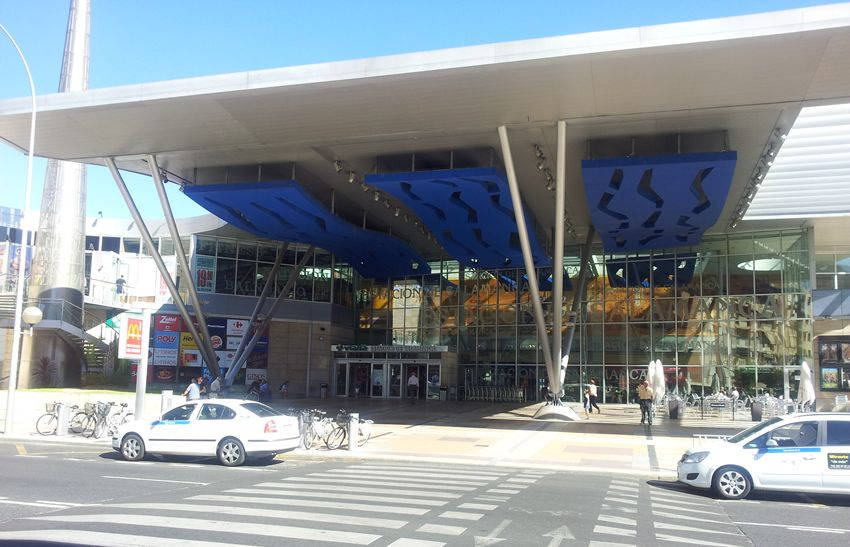
駅入口（2012年7月5日）
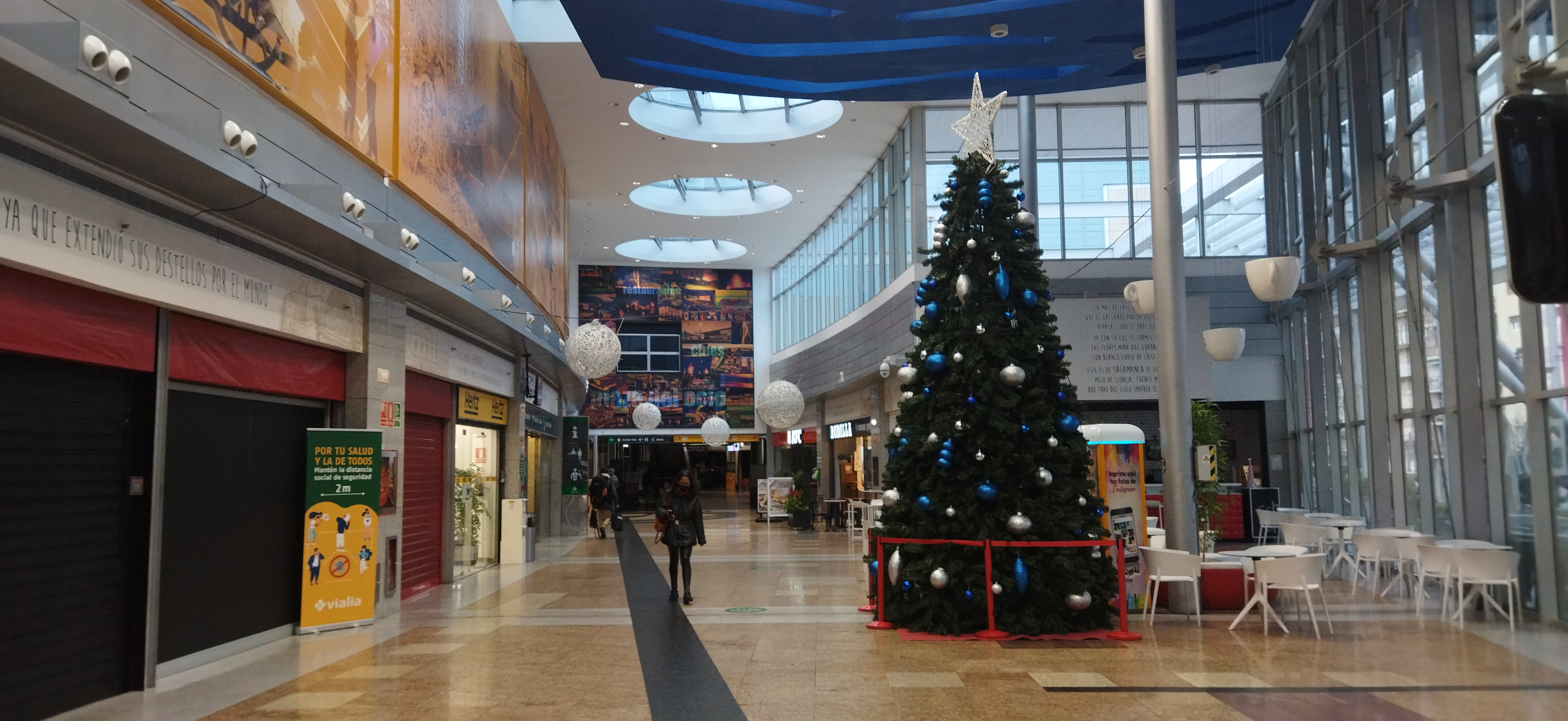
駅構内（2022年1月10日）
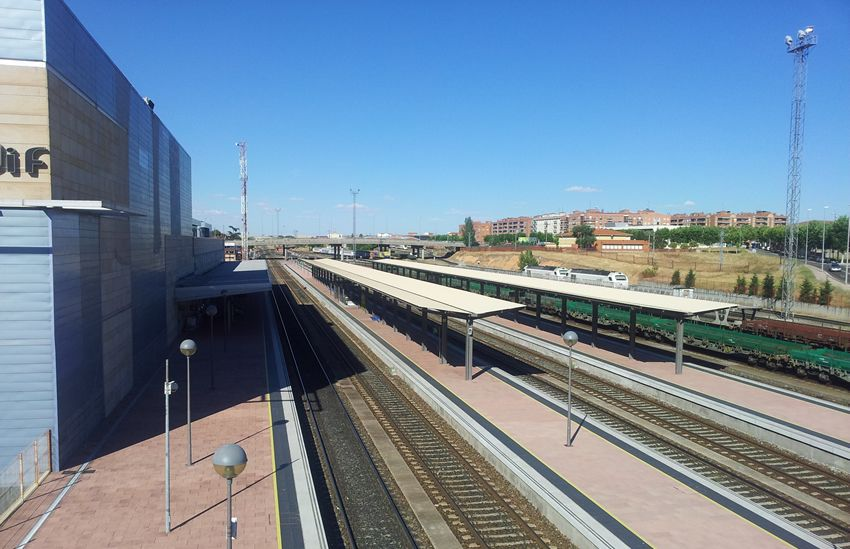
ホーム全景（2012年7月5日）
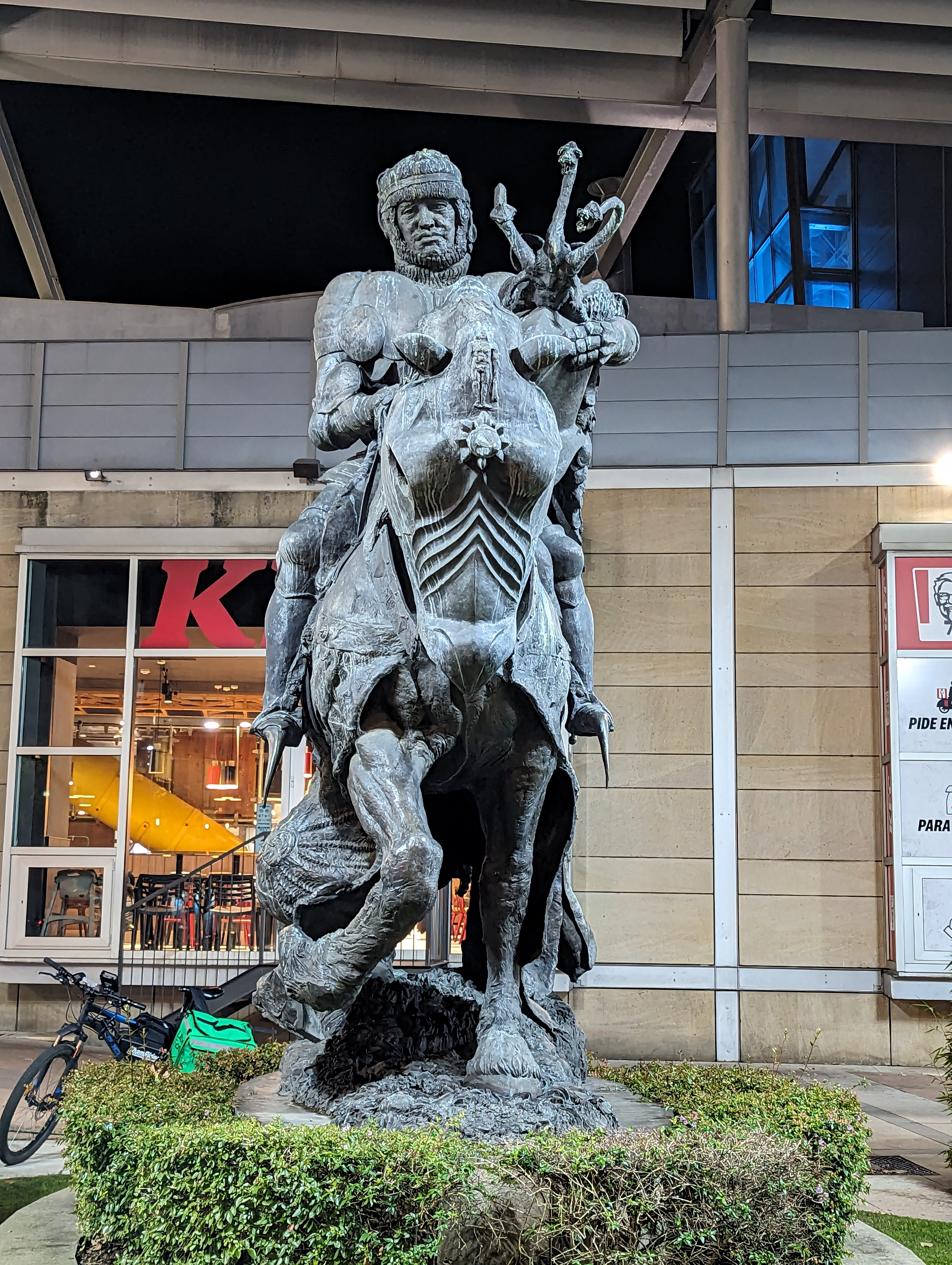
駅入り口付近に設置されている、ペドロ・レケホ・ノボア（スペイン語版）作の銅像（	2023年11月9日）

## 駅周辺
当駅はサラマンカ市街地の東側に位置する。駅裏側へは駅ビルの南側にある歩行者用跨線歩道橋で行くことができる。
- バルセロナ広場(Plaza de Barcelona)
- ガリド公園(Parque de Garrido)
- エル・コルテ・イングレス
- トレント・バレスター市立図書館（Biblioteca Municipal Torrente Ballester）
- セントロ・コメシアル（Centro Comercial） - ショッピングセンター
- サンチェス・パライソ多目的パビリオン（スペイン語版）

## 隣の駅
レンフェ
アルビア
サラマンカ駅 - メディナ・デル・カンポAV駅
メディア・ディスタンシア
ラ・アラメディージャ駅 - サラマンカ駅 - モリスコス駅/カンタラピエドラ駅/メディナ・デル・カンポ駅/アルデアレングア駅/ペニャランダ・デ・ブラカモンテ駅
レギオナル・エクスプレス
ラ・アラメディージャ駅 - サラマンカ駅 - ゴメセリョ駅